# Дерунов, Константин Николаевич
Константин Николаевич Дерунов (1 [13] июня 1866, Санкт-Петербург — 29 июля 1929, Москва) — российский и советский библиограф, библиотековед.

## Биография
Из крестьян.
В 1886–1887 гг учился на юридическом факультете Санкт-Петербургского университета, исключён за участие в народническом движении, в 1886–1887 дважды арестован, в 1888–1901 в ссылке.
Библиотечную деятельность начал в ссылке в Нижнем Новгороде в 1898 году. С 1902 года работал в петербуржских библиотеках, после 1917 — в московских.
Член Русского библиологического общества.

## Труды
- «Примерный библиографический каталог»
- Избирательная литература по отраслям знания
- «Жизненные задачи библиографии»
- Итоги и уроки прошлого русской библиографии за 200 лет (1913)
- Библиография русских рецензий (не опубликован)